# Colline de l'odéon et parc des villas romaines de Carthage
La colline de l'odéon est un espace situé au nord-est du site archéologique de Carthage en Tunisie. Cette colline est le site de nombreux vestiges romains, dont ceux du théâtre et de l'odéon. Dans son prolongement se situe le parc des villas romaines qui permet au visiteur de déambuler dans un quartier de la ville antique en grande partie dégagé. Le parc comporte en particulier la villa de la volière, villa romaine la mieux conservée du site de Carthage, et une très belle mosaïque découverte à proximité du monument à colonnes, la mosaïque des chevaux, y a été déplacée.

## Topographie et localisation

Vue des éléments de la colline de l'odéon et du parc archéologique des villas romaines, no 10 à 12.

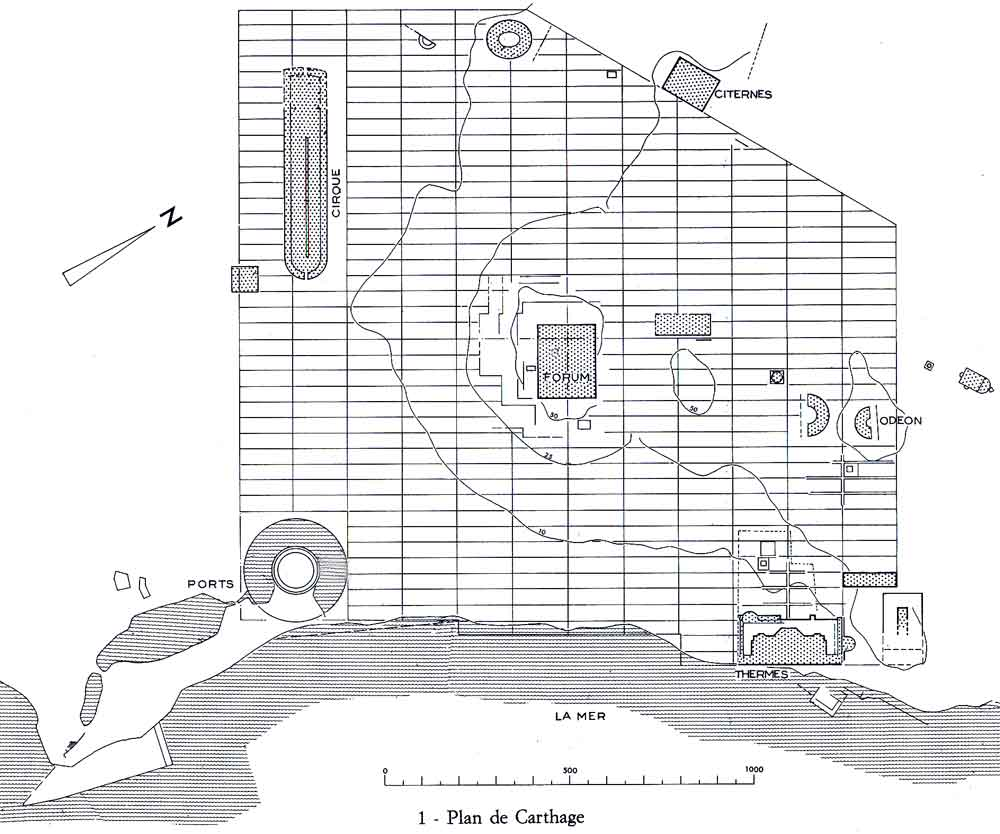
Plan de la ville romaine de Carthage.

La colline de l'odéon et le parc des villas romaines se situent à l'est de la colonie romaine de Carthage, et au nord du parc des thermes d'Antonin. Sur ses abords se situent actuellement la zone du palais présidentiel au sud alors qu'au nord a été construite la mosquée Mâlik ibn Anas.

## Historique
Bien que la zone soit située hors des limites de la ville punique de Qart Hadasht, détruite en 146 av. J.-C., des vestiges préromains ont été retrouvés sur le site lors des diverses fouilles effectuées. Des vestiges importants sont également évoqués par diverses sources, en particulier un extrait du Traité de la résurrection de la chair de Tertullien qui évoque des sépultures puniques. Certaines de ces sépultures ont été datées du IIIe siècle av. J.-C..
Le grand incendie du IIe siècle, qui ravage la capitale du procurateur de la province, permet un aménagement de cet espace de collines au sein d'un important projet urbanistique. Un vaste quartier d'habitations luxueuses, dont la « villa de la volière », est édifié à cette occasion. Un monument circulaire, qui a fait l'objet de fouilles pendant la campagne de l'Unesco, baptisé « rotonde sur podium carré », est parfois daté de l'époque chrétienne et identifié par certains chercheurs comme un mausolée. Une inscription monumentale à Esculape a également été retrouvée à proximité, ce qui laisse penser à une localisation sur ce site du temple punique d'Eshmoun. En effet, des textes indiquent que les Romains ont bâti le temple à la divinité correspondante de leur panthéon au même emplacement. Le dernier élément fondamental du programme de construction est un vaste espace destiné aux loisirs avec un théâtre daté du IIe siècle et un odéon construit au IIIe siècle.

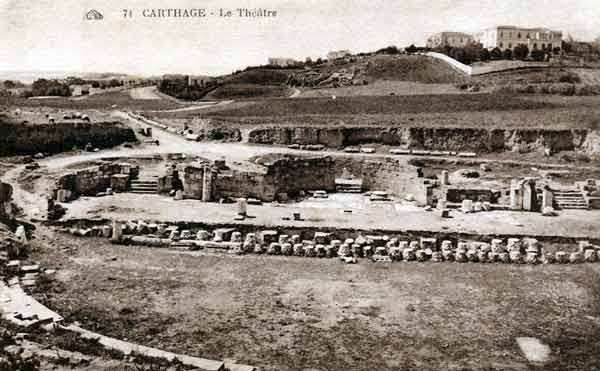
Vue du théâtre au début du XXe siècle.

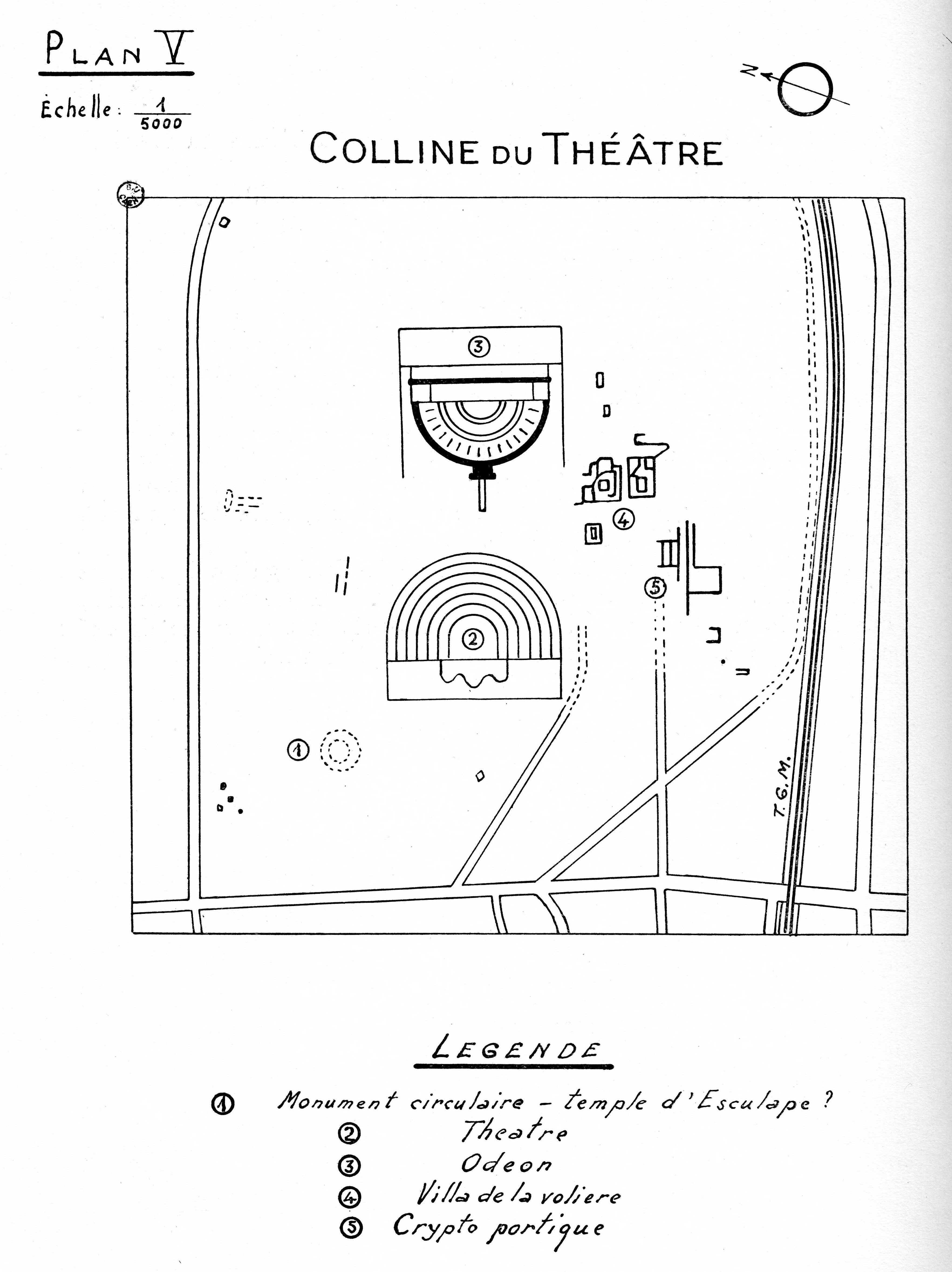
Plan de la colline du théâtre de Carthage.

L'ensemble de cet espace est ravagé par les Vandales selon Victor de Vite. Cependant, une population résiduelle y a vécu et un habitat a perduré dans les ruines.
Après une longue période d'oubli, la zone est redécouverte au début du XXe siècle. L'odéon est fouillé en 1900-1901, le théâtre étant déblayé pour sa part en 1904. Ce dernier est restauré et utilisé pour des mises en scène costumées au début du XXe siècle.
Le lieu est également marqué par l'histoire contemporaine : Winston Churchill y prononce un discours devant ses armées pendant la Seconde Guerre mondiale. Plus récemment, le théâtre est restauré en 1967 pour pouvoir accueillir le Festival international de Carthage.

## Bâtiments publics
Des principes différents ont présidé à la construction des deux éléments principaux destinés aux loisirs, qui se font tous deux face. 
Le théâtre constitue un mélange du théâtre grec et du théâtre romain : les gradins sont appuyés sur un système de voûtes mais profitent du dénivelé de la colline. La cavea était constituée de sections avec gradins séparés par des escaliers. L'orchestra, avec ses sièges mobiles plus confortables, était destiné aux spectateurs de marque. Le pulpitum était un mur séparant l'orchestra de la scène alors que le frons scænae constituait le fond de décor de la bâtisse. L'odéon était pour sa part entièrement bâti car ne profitant pas de la topographie.
Ces principes sont difficiles à appréhender de par l'ampleur des destructions, sans doute liées au luxe des matériaux utilisés.

### Théâtre

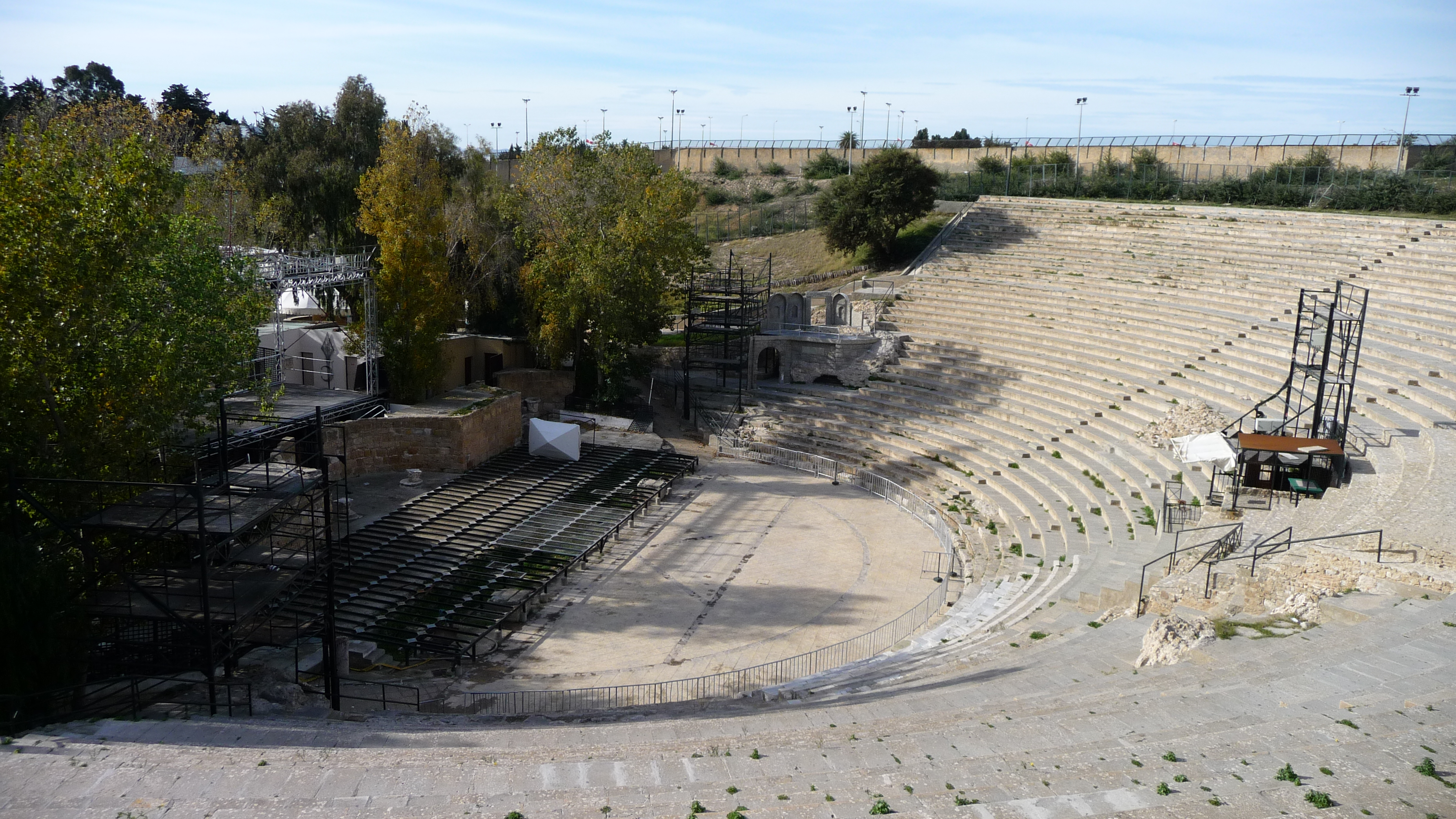
Vue sur les gradins actuels du théâtre.

Tertullien évoque dans son introduction aux Florides la richesse de la décoration, la splendeur des marbres de la cavea, le parquet du proscenium et la beauté altière des colonnes. Il existait ainsi une colonnade de marbre et de porphyre sur le frons scænae, de nombreuses statues et des ornements épigraphiques de qualité.
Des fragments d'inscriptions découverts dans le théâtre évoquent des réparations effectuées au IVe siècle. 
Il y a très peu de vestiges romains des gradins dans le bâtiment actuel, la restitution ayant été effectuée uniquement pour les besoins du Festival international de Carthage. Les murets semi-circulaires datent également du début du XXe siècle.

### Odéon

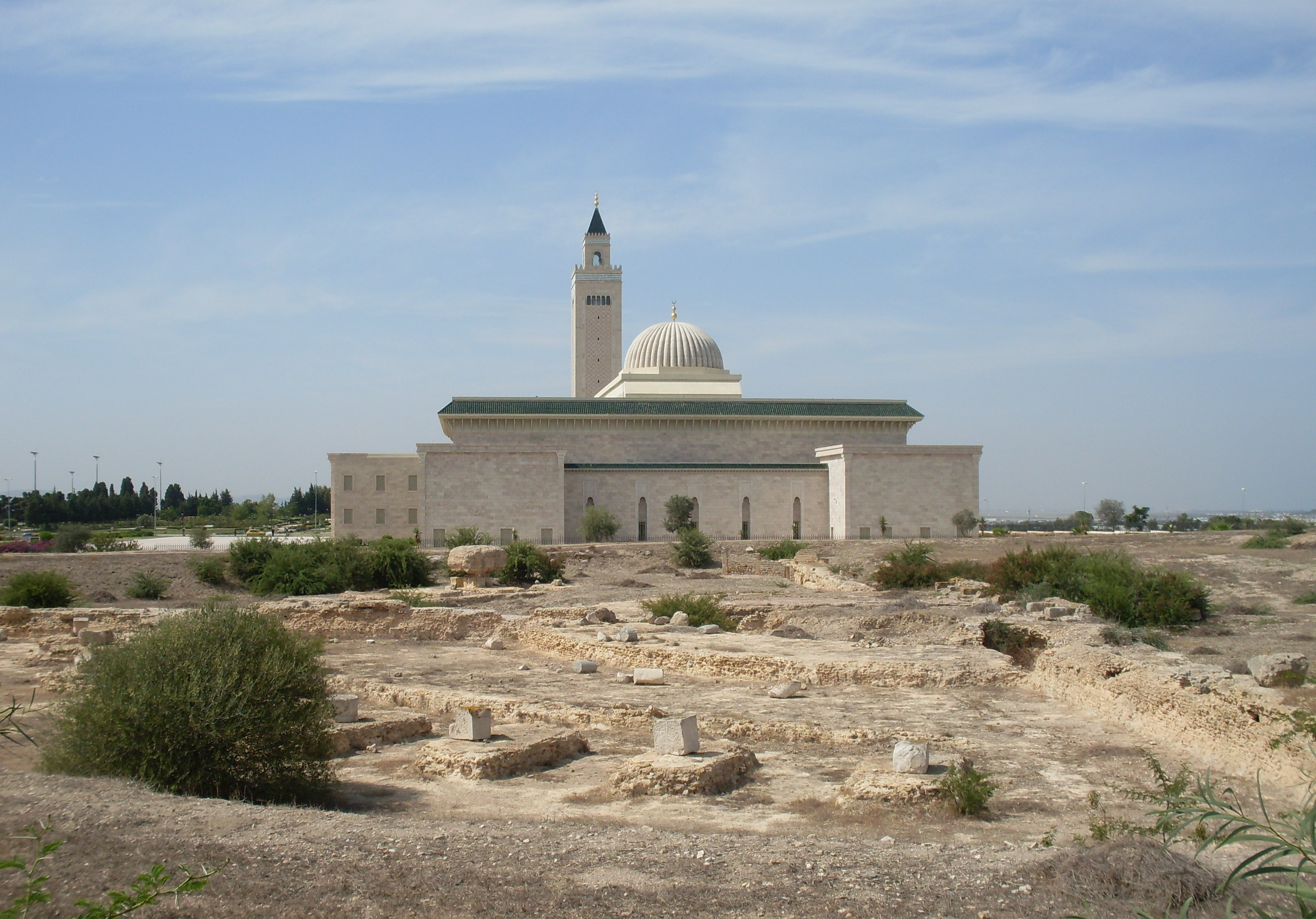
Vestiges de l'odéon aux abords de la mosquée Mâlik ibn Anas.

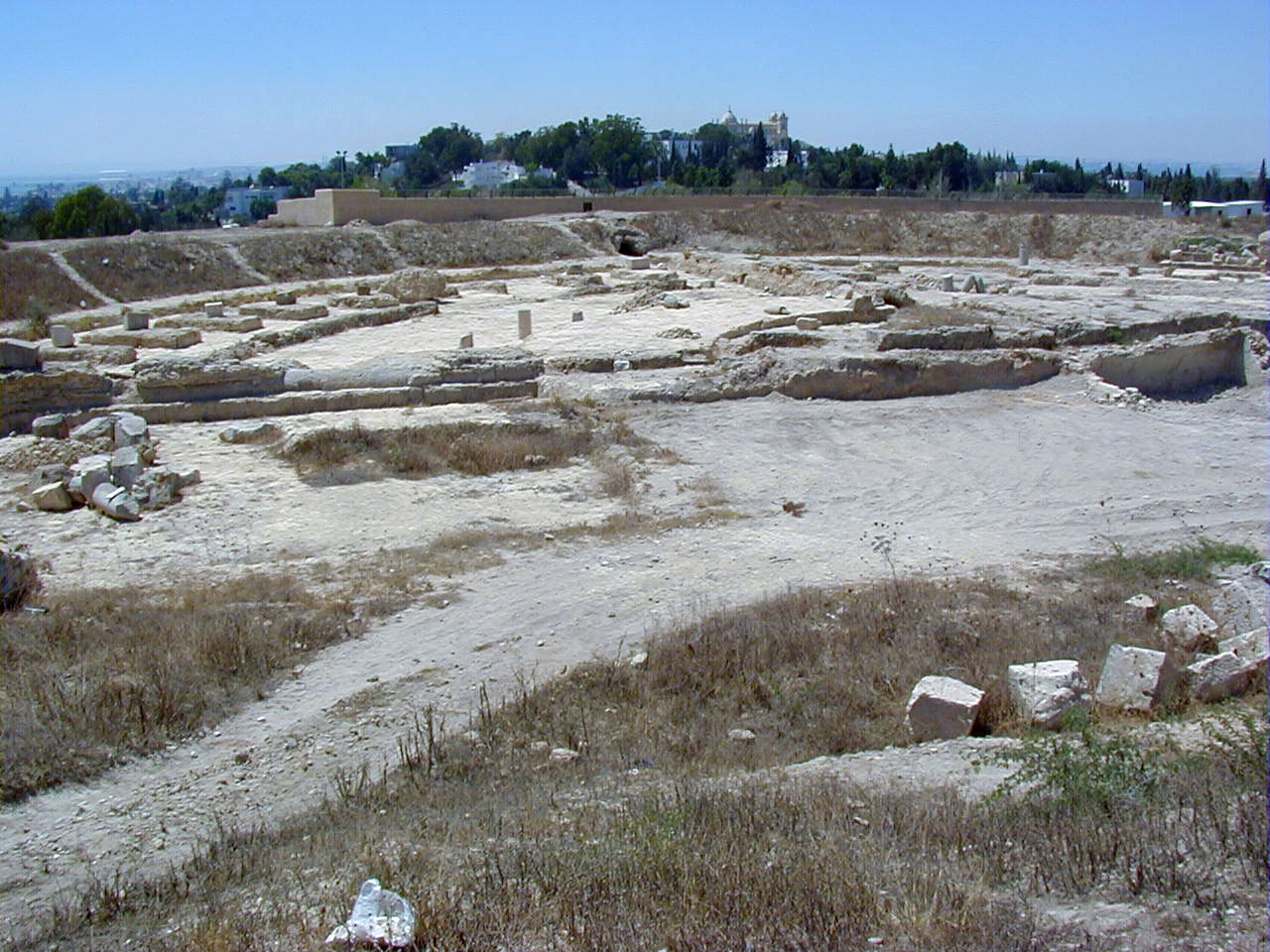
Substructions de l'odéon en 2001.

Pour l'odéon, la situation actuelle est pire encore que pour le théâtre : ne subsistent que des traces de substructions, à peine dégagées au début du XXe siècle.
Des fouilles y ont eu lieu en 1994-1999. Bien que le site soit situé en zone non aedificandi, il est désormais situé aux abords immédiats de la mosquée Mâlik ibn Anas. Adossé au théâtre et construit entièrement au-dessus du sol, l'édifice possédait des couloirs demi-circulaires destinés à la circulation des spectateurs. Tertullien évoque la découverte de sépultures lors de la construction de l'édifice.

## Ornementation

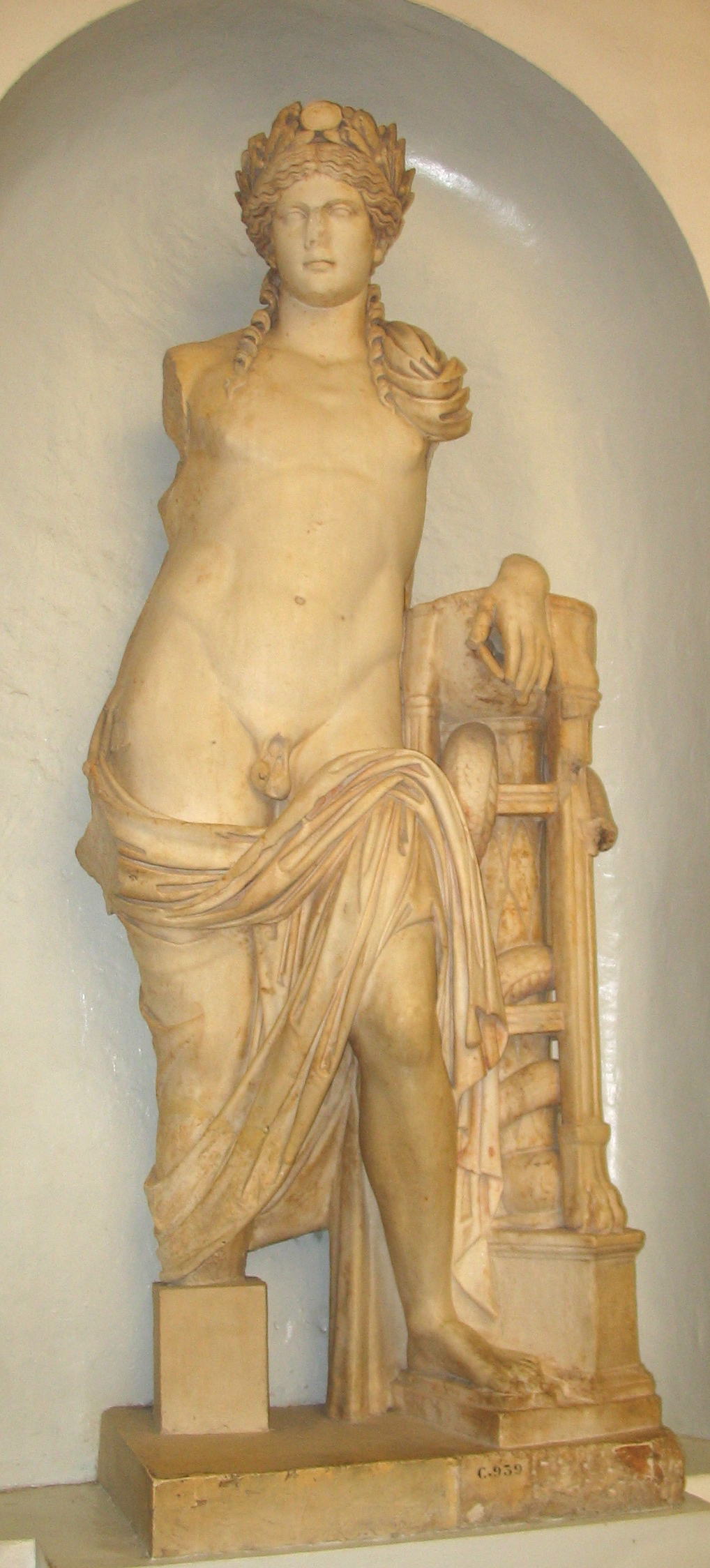
Statue d'Apollon découverte au théâtre.

Seuls les textes antiques permettent d'imaginer l'ornementation des deux constructions publiques de loisirs : Tertullien mais aussi Apulée.
Cependant, des morceaux de marbre ont été retrouvés dans les citernes situées sous l'odéon. 

### Marbres utilisés
L'odéon était orné de marbre rose et vert, les colonnes étant terminées par des chapiteaux corinthiens.

### Œuvres d'art
De nombreuses œuvres d'art ornaient les bâtiments, dont certaines furent retrouvées au cours des fouilles. Au théâtre, les nombreuses statues de divinités ou de personnages retrouvées ont été déposées au musée national du Bardo, dont le fameux Apollon du théâtre.
Le mur de scène de l'odéon possédait des niches qui devaient également être ornées de sculptures.

## Villas romaines

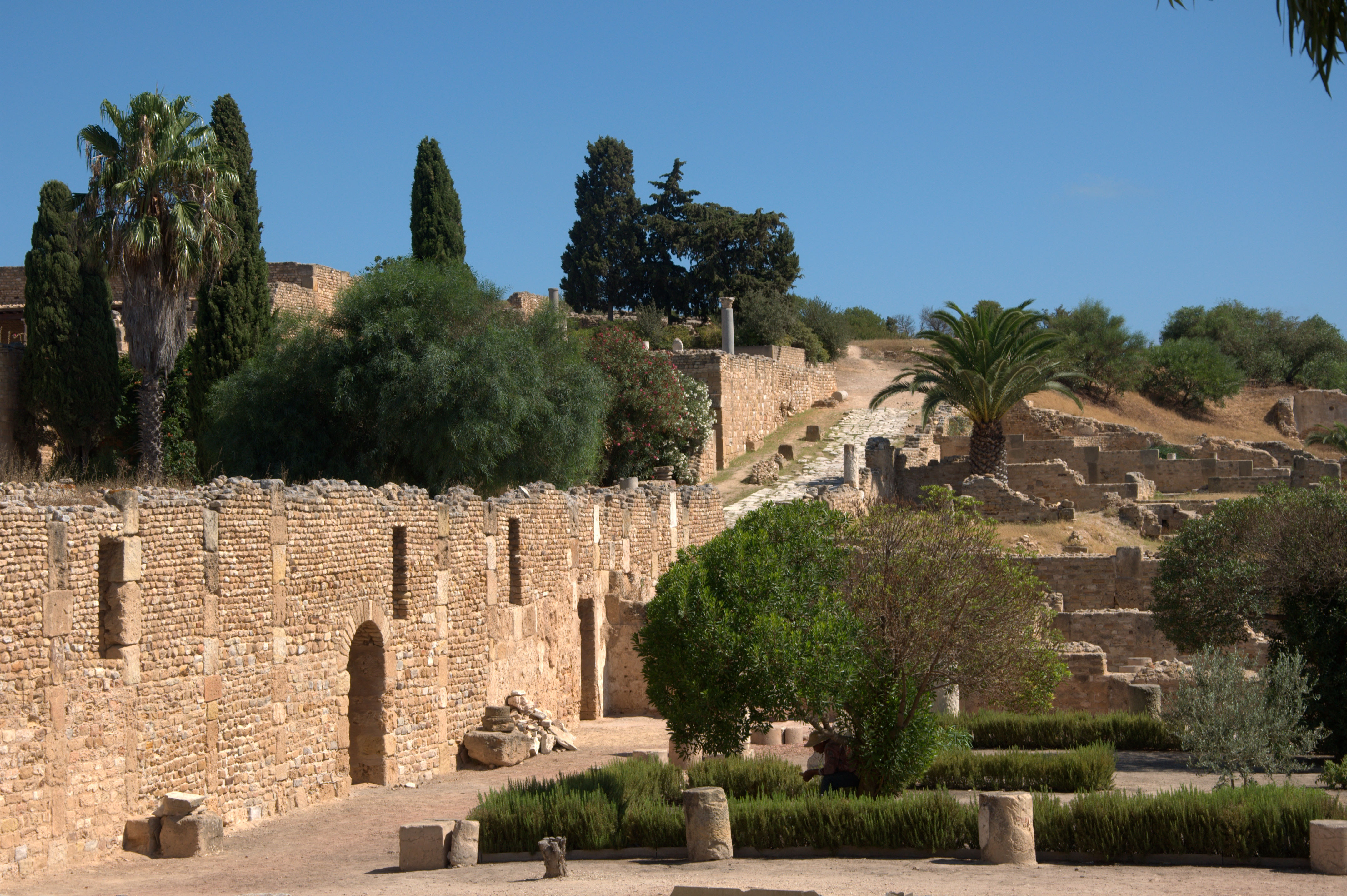
Villa au cryptoportique sur la gauche et au fond la villa de la volière.

Les vestiges des villas sont dans un état médiocre sauf pour ceux de la « villa de la volière ». L'intérêt principal du quartier consiste en la vision d'un quartier de la Colonia Iulia Carthago, organisé en insulae ou ilôts de 35 mètres sur 141 mètres.

### Caractéristiques générales
Le quartier du IIe siècle possède des rues au tracé orthogonal, « paliers successifs entassés dans les flancs de la colline » ; l'amont est situé dans le sol, l'aval s'ouvre sur la rue en surplomb, au-dessus du palier inférieur. Les appartements se situaient à l'étage, les boutiques occupant le rez-de-chaussée au niveau de la rue.

### Villa de la volière

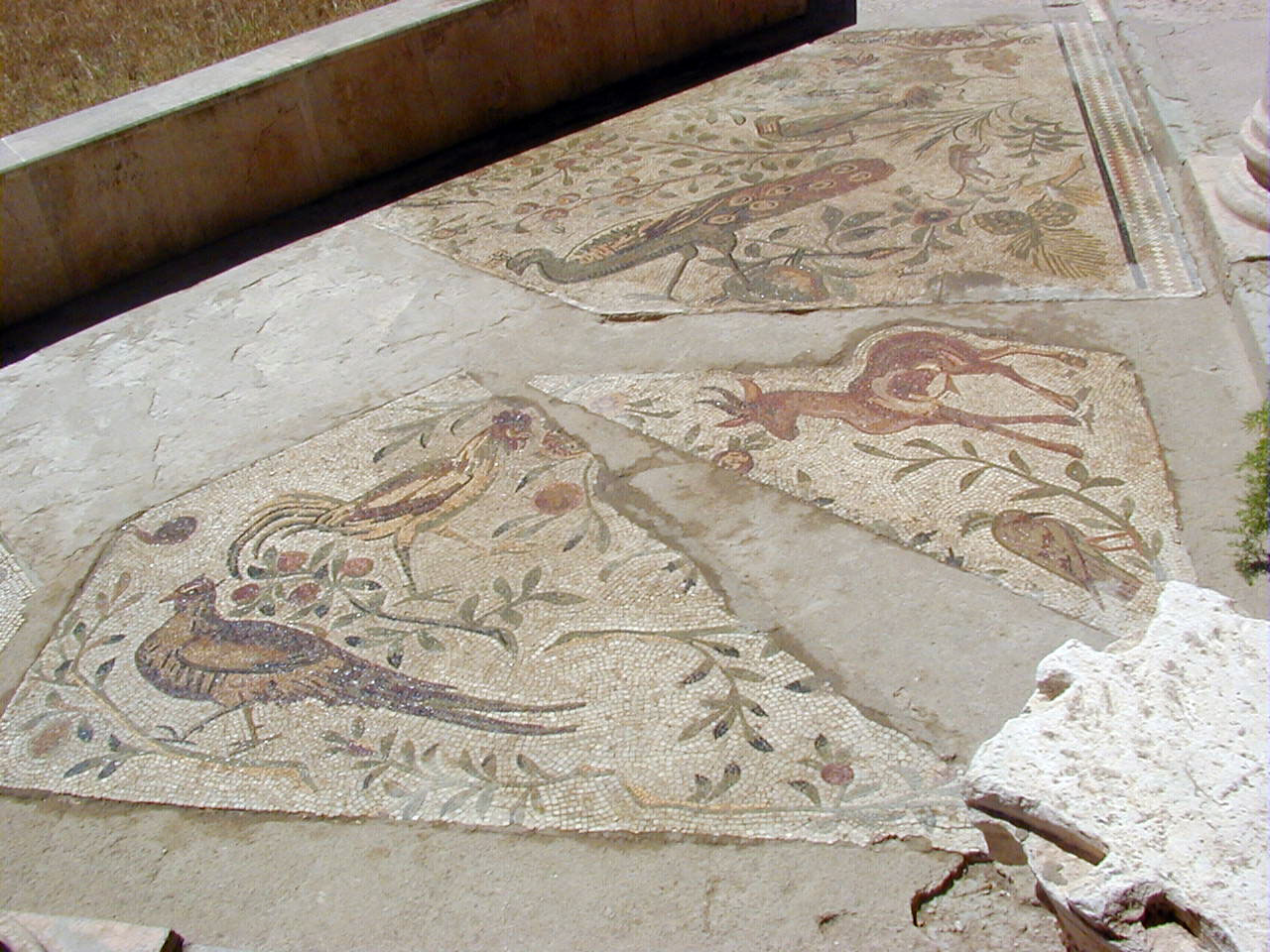
Mosaïque de la volière in situ.

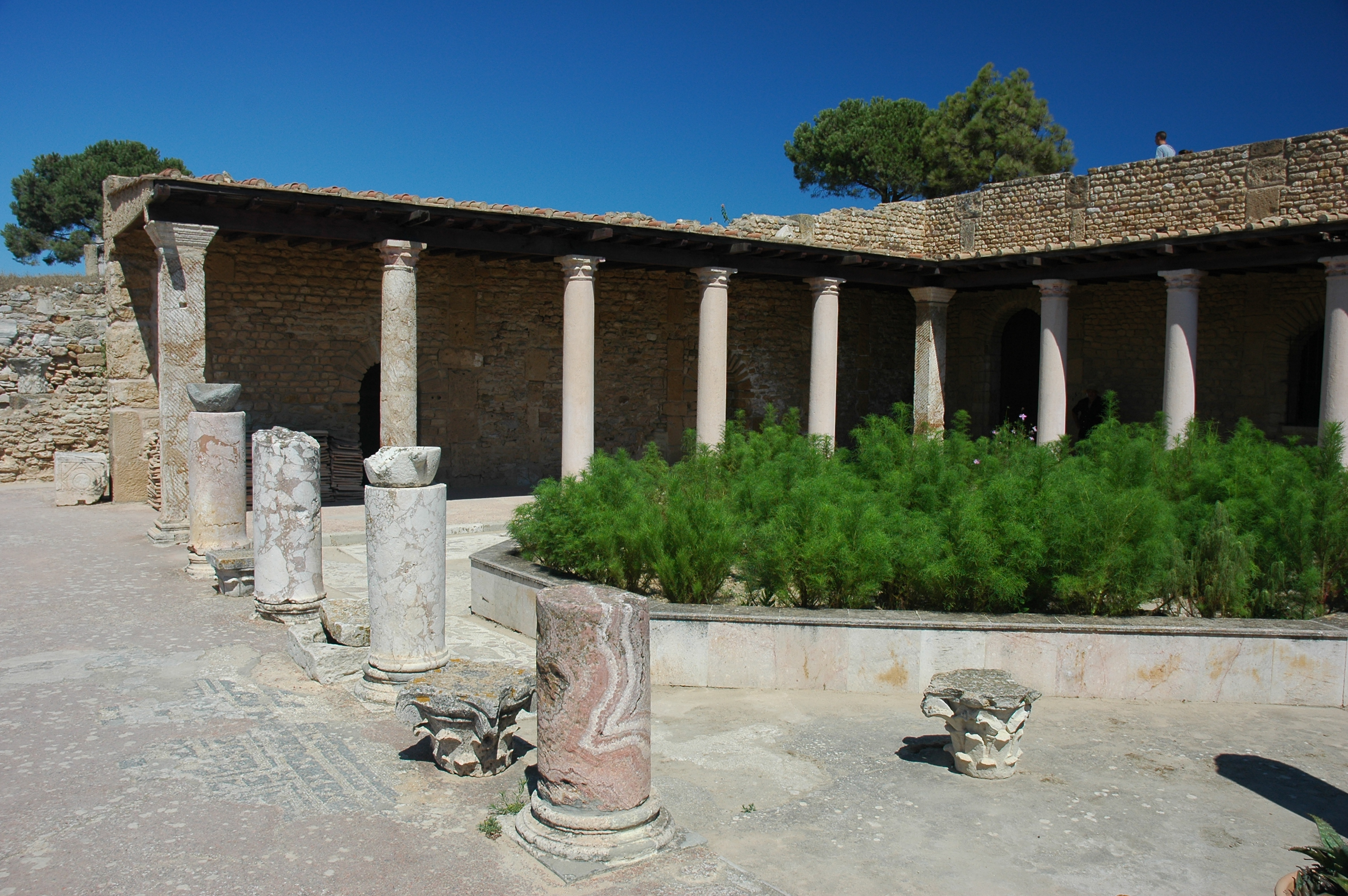
Vue sur la villa de la volière.

La villa est l'élément principal du parc, de par la qualité de la restauration effectuée dans les années 1960. Le nom de la villa provient de la mosaïque de la volière, marquée par la présence d'oiseaux parmi les feuillages, qui occupe le jardin, au centre du viridarium, cœur d'une cour carrée encadrée par un portique orné de colonnes de marbre rose.
Au sud-ouest se situe une terrasse ouverte sur la rue. À l'ouest, une galerie voûtée a également la fonction de décharge pour la poussée du terrain ; l'atrium de la construction se situe pour sa part à l'est. Au nord se localisent toutes les pièces de prestige, les appartements d'apparat, le laraire et le vestibule.
En amont, on trouvait des bains ainsi que des magasins. À l'étage supérieur se situaient les appartements privés des propriétaires, des boutiques se trouvant sous le portique en terrasse. En contrebas du cryptoportique se trouvait une promenade abritée des intempéries.